# Российский журнал анестезиологии и интенсивной терапии
Российский журнал анестезиологии и интенсивной терапии — российский научно-медицинский журнал по вопросам анестезии и интенсивной терапии. Журнал печатался в 1999—2001 годах.
Тематические рубрики по  ГРНТИ:
- 76.29.44 — Анестезиология
- 76.29.45 — Реаниматология и интенсивная терапия

## История
Основан в 1999 году. Выпускался НИИ нейрохирургии им. Н. Н. Бурденко, отделение анестезиологии.
Редакционная коллегия журнала:
- Главный редактор С. А. Маркин,
- Научный редактор А. Ю. Лубнин,
- Заместитель главного редактора А. В. Шмигельский.

Журнал был зарегистрирован в 1999 году в Комитете по печати РФ № 018966. Журнал печатался в 1999—2001 годах.
Распространялся бесплатно по профильным медицинским отделениям в печатной и в PDF версиях (начиная с 2000 года).

## Тематика журнала
Среди первых тематических выпусков журнала:
1. Нейроанестезиология, нейрореанимация, интенсивная терапия в неврологии и нейрохирургии.
2. Инфузионная и трансфузионная терапия.
3. Детская анестезиология и интенсивная терапия.